# Cualac tessellatus
Genre
Espèce
Statut de conservation UICN

 VU  : Vulnérable
Cualac tessellatus est une espèce de poissons appartenant à la famille des Cyprinodontidae et à l'ordre des Cyprinodontiformes endémique du Mexique. Elle est l'unique espèce du genre Cualac.

### GenreCualac
- (en) FishBase : liste des espèces du genre Cualac (site miroir)
- (fr + en) ITIS : Cualac Miller, 1956
- (en) Animal Diversity Web : Cualac

### EspèceCualac tessellatus
- (en + fr) FishBase : espèce Cualac tessellatus Miller, 1956 (+ traduction) (+ noms vernaculaires 1 & 2)
- (fr + en) ITIS : Cualac tessellatus Miller, 1956
- (en) UICN : espèce Cualac tessellatus Miller, 1956 (consulté le 1er septembre 2020)